# Tapizuelas
Tapizuelas es una localidad del municipio de Álamos ubicada en el sureste del estado mexicano de Sonora, cercana a los límites divisorios con los estados de Chihuahua y Sinaloa. Según los datos del Censo de Población y Vivienda realizado en 2020 por el Instituto Nacional de Estadística y Geografía (INEGI), Tapizuelas tiene un total de 256 habitantes.
Se encuentra a 49.5 km al sur de la villa de Álamos, cabecera del municipio, a 414 km al sureste de Hermosillo, la capital estatal y a 58.5 km al noroeste de El Fuerte, del vecino estado de Sinaloa.

## Historia
Tapizuelas fue fundado como una hacienda a mediados del siglo XVII, cuando los colonizadores españoles estaban explorando esta zona entre los ríos Mayo y Fuerte, años antes del descubrimiento de las minas de plata que provocó la fundación de los pueblos de La Aduana, Minas Nuevas, Álamos, y Promontorios; En el siglo XVIII, en la hacienda se trabaja el metal extraído en las minas de la región, pero además se pastaba y ordeñaba ganado bovino. La hacienda de Tapizuelas le pertenecía al comerciante y minero coronel Francisco Julián de Alvarado, originario del valle de Carriedo en Burgos, quién habitaba en Cazanate

## Significado del nombre
El "Tapa-zuelas" (Señor muy conocida en el lugar que se encargaba de reparar calzado allá en el siglo XVIII), después por costumbre o modo de pronunciación cambia a Tapizuelas.

## Geografía
Tapizuelas se ubica en el sureste del estado de Sonora, en la región sur del territorio del municipio de Álamos, sobre las coordenadas geográficas 26°39'58" de latitud norte y 108°51'49" de longitud oeste del meridiano de Greenwich, a una altura media de 153 metros sobre el nivel del mar, se encuentra asentado en la ribera del río Cuchujaqui más conocido como arroyo de Álamos.

## Personajes eestacados
- Prorf. Othón Almada Félix (1889-1938): profesor y director general de Educación del estado en 1938.
- Profr. Roberto Francisco Almada (Movimiento fundador de varios ejidos del sur del municipio de Álamos entre ellos Tapizuelas en 1934)
- C. Manuel Barreras Ibarra (Exalcalde de Lázaro Cárdenas, Michoacán)